# Ясногородский, Владимир Ильич
Владимир Ильич Ясногородский (30 января 1928, Киев — 27 апреля 2009) — советский русский режиссер, заслуженный деятель искусств УССР с 1972 года, лауреат Государственной премии Автономной Республики Крым.

## Биография
Родился 30 января 1928 года в городе Киеве. В 1959 году окончил режиссерский факультет Ленинградского государственного театрального института и Днепропетровского театрального училища в 1951 году, ученик Георгия Товстоногова.
С 1967 по 1977 г. главный режиссер Севастопольского русского драматического театра имени А. В. Луначарского. С 1977 по 1981 год — режиссер Театра драмы и комедии в Симферополе. В 1981 году вернулся режиссером в Севастопольский театр и работал там до 1988 года.
С 1989 года педагог и руководитель театральной студии при Севастопольском русском драмтеатре.
Умер 27 апреля 2009 года.

### Семья
- Жена — Никлания Петровна Шмакова (1928—2015), заслуженная артистка Удмуртской АССР.

## Спектакли
- «Поднятая целина» по М. Шолохову;
- «В ночь лунного затмения» М. Карима;
- «Король Лир» У. Шекспира
- «Гибель эскадры» — А. Корнейчук